# Годжелло, Андрей Григорьевич
Андрей Григорьевич Годжелло (род. 1936) — учёный, кандидат технических наук, профессор кафедры электротехнических и электронных аппаратов Московского энергетического института. Ученый секретарь Научного совета по грантам Минобразования РФ в области технических наук. Лауреат Государственной премии Российской Федерации.

## Биография
Андрей Григорьевич Годжелло родился в 1936 году.
Для получения высшего образования поступил в Московский энергетический институт в 1953 году и стал его выпускником. После окончания обучения в институте поступил в аспирантуру, его научным руководителем стал Николай Егорович Лысов. Андрей Годжелло осенью 1962 года посещал занятия для студентов, которые Николай Лысов вел МЭИ, и присутствовал на его лекциях.
Андрею Годжелло присвоено учёное звание кандидата технических наук. Он — автор 90 научных работ. Занимал должность секретаря учебно-методического совета по направлению высшего образования «Электротехника, электромеханика и электротехнологии». Был ученым секретарем Научного совета по грантам Минобразования РФ в области технических наук. После окончания аспирантуры остался преподавать в Московском энергетическом институте и со временем стал профессором кафедры электрических и электронных аппаратов Московского энергетического института.
В 2016 году профессор Андрей Григорьевич Годжелло отметил 80-летний юбилей.
Под редакцией Андрея Григорьевича Годжелло и Ю. К. Розановой в 2010 году вышел учебник для студентов высших учебных заведений «Электрические и электронные аппараты».
Лауреат Государственной премии Российской Федерации.